# Merknaam
Merknamen zijn namen voor producten, diensten of organisaties.  Ze vormen het talige deel van een merkteken en zijn in die zin 'woordmerken'.

## Onderscheid merknaam, woordmerk, merk en handelsnaam
Een merk is een teken om goederen of diensten te onderscheiden. Een merknaam kan daartoe dienen, maar het begrip 'merk' is breder en omvat ook de verschijningsvorm van de naam, het logo en kan ook iets anders zijn dan een naam, bijvoorbeeld een kleur of een beeldmerk. Een woordmerk is een woord of zinnetje dat als merk is geregistreerd in het merkenregister. Dat kan de merknaam zijn, maar ook bijvoorbeeld een slagzin. Een handelsnaam is een naam waaronder een bedrijf staat geregistreerd in het handelsregister. Dit kan opnieuw de merknaam zijn, maar dat hoeft niet. Het is niet verplicht om een merknaam te laten registreren in het merkenregister en de meeste bedrijfsnamen zijn bijvoorbeeld alleen als handelsnaam geregistreerd.

## Merkenrecht
Bij het registreren van merknamen is het Benelux-verdrag inzake de intellectuele eigendom van toepassing. Een merk wordt niet ingeschreven door het Benelux-Bureau voor de Intellectuele Eigendom (BBIE), wanneer:
- de merknaam te beschrijvend is.
- het merkteken onvoldoende onderscheidend vermogen heeft.
- het merk in strijd is met de openbare orde of goede zeden.
- het merk tot misleiding bij het publiek zou kunnen leiden.
- het merk gelijk is aan een vlag, wapen of ander officieel embleem van een staat of internationale organisatie die geregistreerd staat volgens artikel 6ter van het Verdrag van Parijs.
- Het vormmerk overlapt met andere intellectuele eigendomsrechten.[1]

## Soorten merknamen
Merknamen worden op verschillende manieren ingedeeld. Gebruikelijk is allereerst een indeling in natuurlijke en verzonnen (of 'niet-natuurlijke') merknamen. Natuurlijke merknamen zijn bijvoorbeeld familienamen ('Heineken', 'Opel'), herkomstnamen ('Krombacher'), neutraal beschrijvende namen ('Belastingdienst') of de naam een fabriek of werkplaats ('De Porceleyne Fles'). Niet-natuurlijke namen zijn namen die speciaal verzonnen zijn. Ze kunnen aan alle mogelijke zaken worden ontleend, bijvoorbeeld een rivier ('Amazon', 'Adobe') of een dier ('Camel', 'Mustang'). Een bekende indeling van verzonnen namen is die in abstracte merknamen, beschrijvende merknamen en associatieve merknamen. Abstracte merknamen worden gevormd door klanken die niets betekenen en hebben daardoor een neutrale betekenis. Voorbeelden zijn Aegon en Ziggo. Beschrijvende merknamen hebben juist een heel expliciete betekenis. Ze zeggen letterlijk waar ze voor staan. Voorbeelden zijn 'Keukenconcurrent' en 'BeterBed'. Associatieve namen hebben tot slot een indirecte betekenis. Ze zeggen niet letterlijk waar ze voor staan maar geven slechts een suggestie, bijvoorbeeld door een metafoor of toespeling. Voorbeelden zijn 'Sunweb' en 'Cornetto'.

## Stijlmiddelen
De Amerikaanse marketingwetenschappers Vanden Bergh, Adler en Oliver brachten de voornaamste stijlmiddelen in kaart die bij bekende merknamen gebruikt worden. Deze deelden zij in volgens de linguïstische aandachtsgebieden fonetiek, spelling, morfologie en semantiek. In een naam als 'Coca Cola' zijn verschillende stijleffecten tegelijk verwerkt.

#### Fonetische stijlmiddelen
- rijm ('Lada')
- alliteratie(herhaling van beginletters: 'Coca Cola')
- assonantie (herhaling van klinkers: 'Coca Cola')
- consonantie(herhaling van medeklinkers: 'Coca Cola')
- reduplicatie (herhaling van de woordstam, evt. met variatie: 'Yogho Yogho', 'Coca Cola')
- onomatopee ('Croky', 'Zipper')
- plofklanken (gebruik van 'ploffende' letters als b, d, k, p, t: 'Coca Cola', 'Kodak')

#### Spellingseffecten
- afwijkende of foutieve spelling ('Coca Cola')
- afkorten ('Dr Pepper', 'Coke')
- acroniemen ('Yahoo')
- palindroom ('Okoko', 'Omo', 'Zinniz')

#### Morfologische stijlmiddelen
- affixatie ('Jell-O')
- clipping ('InterPol')
- porte-manteau ('Wikipedia')

#### Semantische stijlmiddelen
- zuiver beschrijven ('Belastingdienst')
- personificatie ('Fisherman's Friend')
- metafoor ('Het Lampenpaleis')
- metonymie/synecdoche
- toepasselijke vernoeming ('Adobe systems', naar de nabijgelegen Adobe-rivier, 'Coca Cola' naar de ingrediënten)
- woordspeling ('Bored Do'-wijn)
- oxymoron ('Krispy Kreme')
- afzwakking ('Smarties')
- aandikking ('Burger King')

De inventarisatie van Vanden Bergh en zijn collega's is niet uitputtend. Er worden in merknamen nog veel meer stijleffecten gebruikt, zoals rebusschrijfwijze ('XS4ALL'), gebruik van een vreemde taal ('Grand'Italia'), vulgarisme ('FCUK') en exclamatio ('Bouillon!'). De stijlmiddelen vervullen verschillende functies. Ze kunnen allereerst bijdragen aan het onderscheidend vermogen van het woordmerk, bijvoorbeeld door spellingseffecten. Daarnaast kunnen stijlmiddelen ervoor zorgen dat een merk positief opvalt, bijvoorbeeld door een leuke woordspeling. Ten derde kunnen ze ervoor zorgen dat de merknaam gemakkelijker te onthouden is, bijvoorbeeld door een beeldende metafoor.

## Merkverwatering
Merkverwatering is het verschijnsel dat een merknaam van een bepaald product of dienst zo bekend wordt, dat men in de spreektaal deze naam ook gaat gebruiken om te refereren aan soortgelijke producten van een ander merk. Deze betiteling is overigens feitelijk onjuist; niet het merk, maar de merknaam is verwaterd. De eigenaar van het merk behoudt het unieke recht om de naam als merk te presenteren. Unilever heeft bijvoorbeeld 'Vaseline' nog altijd als geregistreerd woordmerk in handen. Concurrenten mogen vaseline alleen onder die naam verkopen onder een paraplumerk.

## Merkarchitectuur
De verschillende merken van een onderneming vormen wat de merkarchitectuur (Engels: 'brand architecture') wordt genoemd. Soms hebben die merken ook wat betreft de naam een duidelijke relatie. McDonald's gebruikt bijvoorbeeld voor verschillende producten het voorvoegsel 'Mc-' (McFlurry, McKroket), evenals Nestlé (Nescafé, Nesquik, Nespresso).

## Naamcreatie
Het verzinnen van merknamen wordt 'naamcreatie' of 'naamontwikkeling' genoemd. Er is in Nederland en België een klein aantal hierin gespecialiseerde bureaus actief, in navolging van Amerikaanse 'naming agencies'. In het bedenken van namen gespecialiseerde copywriters heten 'naamcreatieven'. Een van de voorbeelden waarbij de taalkeuze een rol speelt is de lijst met merknamen in de alternatieve internationale taal Esperanto.